# Luis Trujillano
Luis Trujillano Puya (Jerez de la Frontera, Cádiz, 1 de junio de 1933-Madrid, 5 de junio de 2016) fue un baloncestista español. Su posición en la cancha era la de alero. Jugó durante siete temporadas en el Real Madrid, retirándose con 25 años para pasar a ejercer como abogado.

## Trayectoria
Nacido en Jerez de la Frontera, Cádiz, en 1933, se inició en el baloncesto en el Colegio del Pilar en Tetuán, en el protectorado español de Marruecos donde su familia había fijado la residencia. En 1949 se alineó en el equipo Unión África Ceutí, y al año siguiente con 17 años fichó por el Real Madrid, equipo donde jugó hasta 1958, año de su retirada de la práctica activa del baloncesto debido a que había ingresado a trabajar en el Banco Español de Marruecos y después en el Banco Exterior. En Sevilla compaginó su trabajo con el de entrenador durante tres años. Durante su etapa como madridista, ganó cinco Copas del Rey en 1951, 1952, 1954, 1956 y 1957, y dos Ligas en 1957 y 1958. Fue 25 veces internacional con España, siendo titular con Jacinto Ardevínez durante cuatro años y consiguiendo como logro principal el oro en los Juegos del Mediterráneo de Barcelona de 1955.
Como jugador se caracterizaba por su tesón combativo, por el espíritu de lucha, y entrega total, a veces su ímpetu y fogosidad le trajeron consecuencias violentas, como en un partido en Oporto, donde un aficionado le lanzó un cuchillo.

## Palmarés
- 5 Copas: temporadas 1950/51, 1951/52, 1953/54, 1954/55 y 1955/56 con el Real Madrid.
- 2 Ligas: temporadas 1956/1957 y 1957/1958 con el Real Madrid.
- 1 Copa Latina: temporada 1952/53 con el Real Madrid.
- Medalla de Oro en los Juegos del Mediterráneo de Barcelona 1955.